# Una (Fluss)
Die Una (veraltet auch Unna, serbisch-kyrillisch Уна) ist ein rechter Nebenfluss der Save im Nordwesten von Bosnien und Herzegowina. Sie entspringt nahe Donja Suvaja in Kroatien im Grenzgebiet zu Bosnien und fließt bei Jasenovac in die Save. Die Una ist von der Quelle (520 m. i. J.) bis zur Einmündung in die Save (94 m. i. J.) 212 Kilometer lang.
Der Fluss bildet über weite Strecken die historische und heutige Grenze zwischen Bosnien und Kroatien. Wichtige Zuflüsse sind der Unac, der bei Martin Brod in die Una mündet, und die Sana, die ihr bei Novi Grad zufließt. Größere Ortschaften an der Una sind Bihać, Bosanska Krupa, Novi Grad und Kozarska Dubica.
Zwischen Bihać und Bosanska Krupa fließt die Una durch kilometerlange Schluchten; oberhalb von Bihać befinden sich im Nationalpark Una zahlreiche Stromschnellen und Wasserfälle. Der höchste von ihnen ist der Štrbački Buk südwestlich von Ripač. Durch dieses enge Tal und weiter über Bihać bis nach Novi Grad führt die Strecke der Una-Bahn meist in unmittelbarer Nähe am Fluss entlang.
Der Fluss Una ist mit 28 verschiedenen Arten sehr fischreich. Ferner sind zahlreiche andere Tiere wie Fischotter, Muscheln, Flusskrebse, Schildkröten und einige Vogelarten angesiedelt.
Eine Besonderheit, die es in dieser Form nur in der Una gibt, sind Kalksteinformationen, Sedra genannt. Diese entstehen durch den hohen Kalkgehalt des Wassers und bilden regelrechte Kaskaden. Die Una ist beliebt für Kanu- und Raftingtouren.

## Hydrologie
Mit einer mittleren Abflussmenge (MQ) von 202 m³/s an der Mündung steht die Una hinter Save, Neretva und Drina an vierter Stelle der großen Flüsse Bosnien-Herzegowinas. Ihr Einzugsgebiet hat eine Fläche von 9368 km² und liegt zum größeren Teil in Bosnien, zum kleineren in Kroatien.

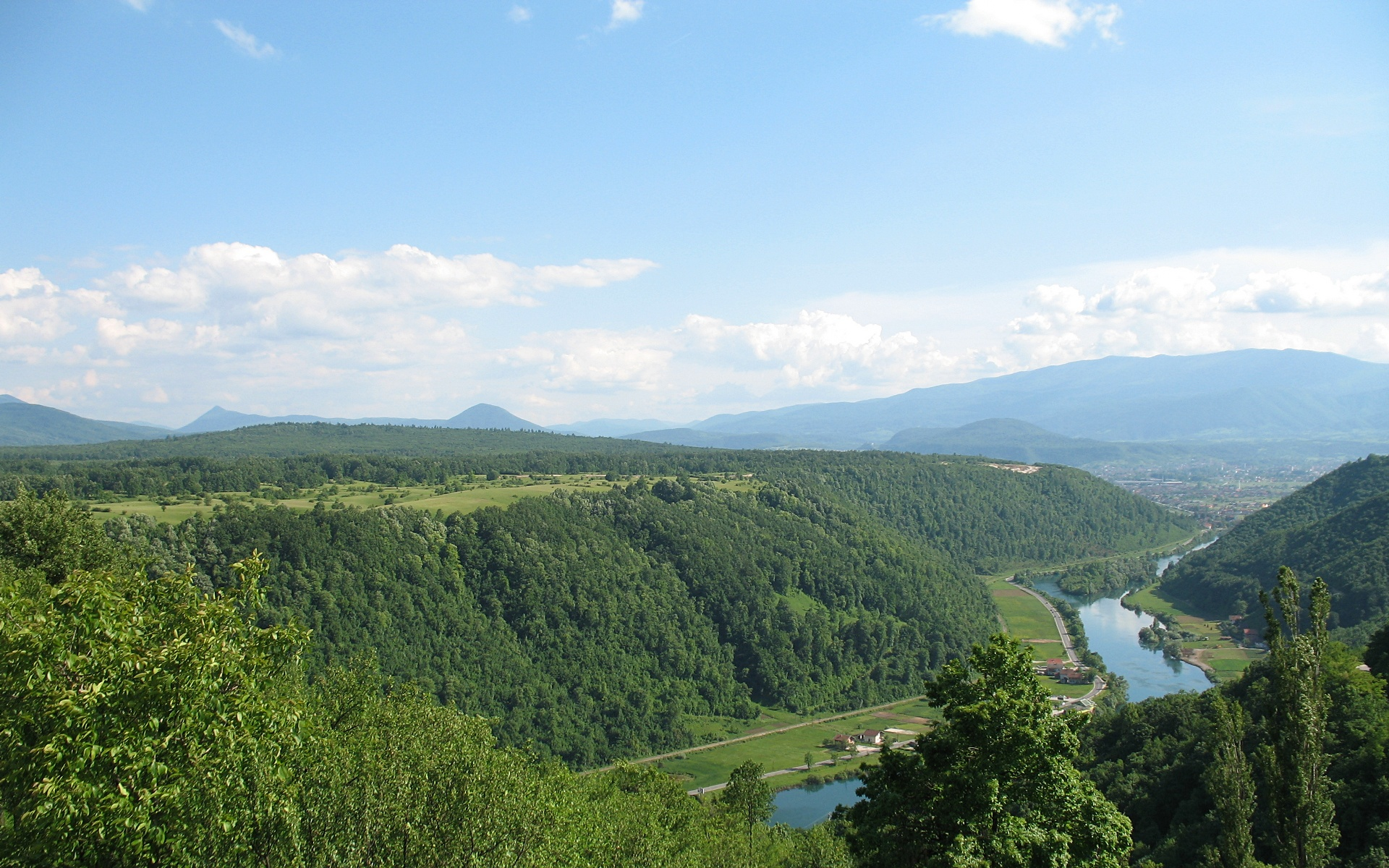
Die Una (Blick von Brekovica aus Richtung Bihać)
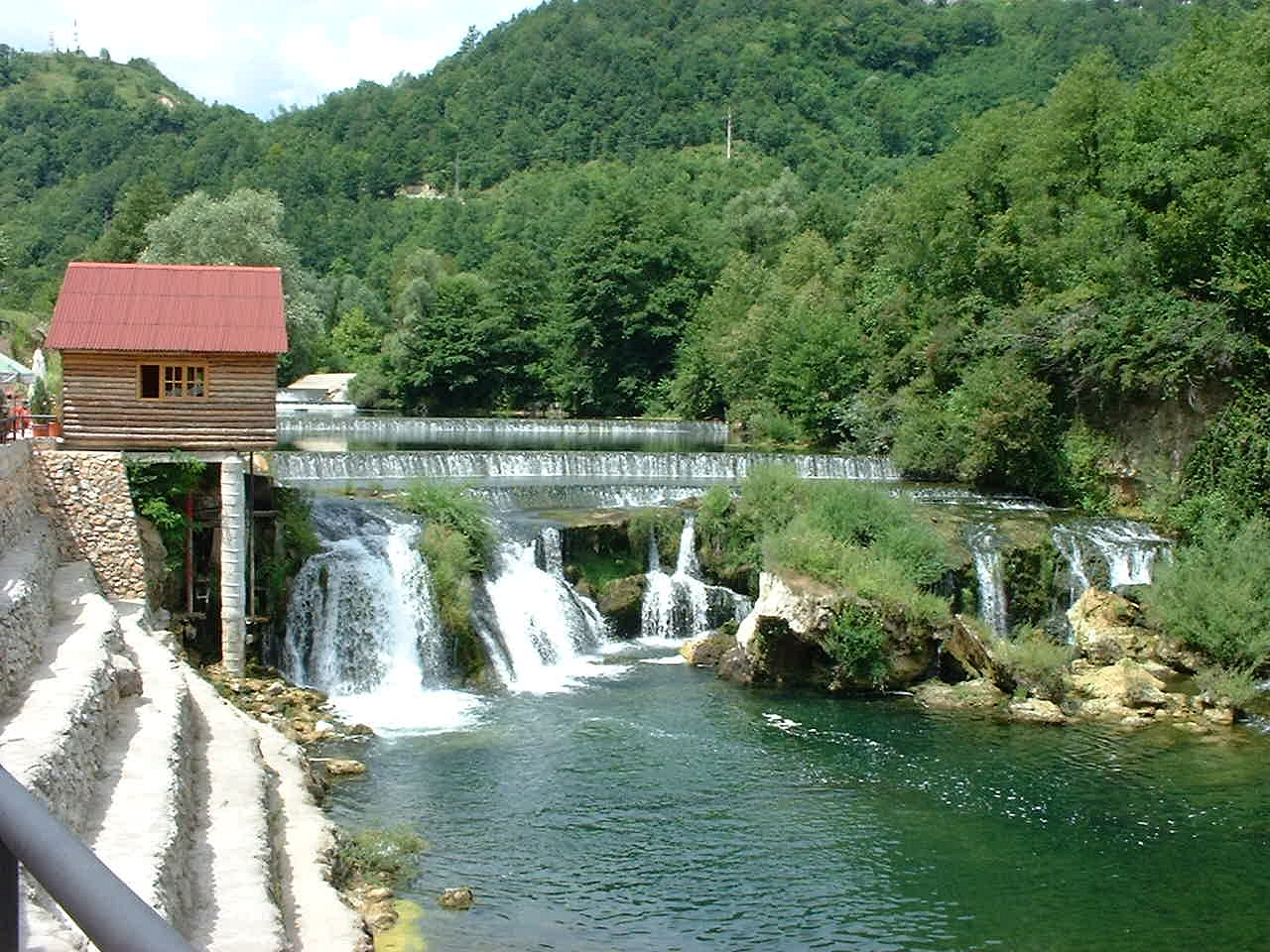
Die Una bei Kostela in Bosnien und Herzegowina
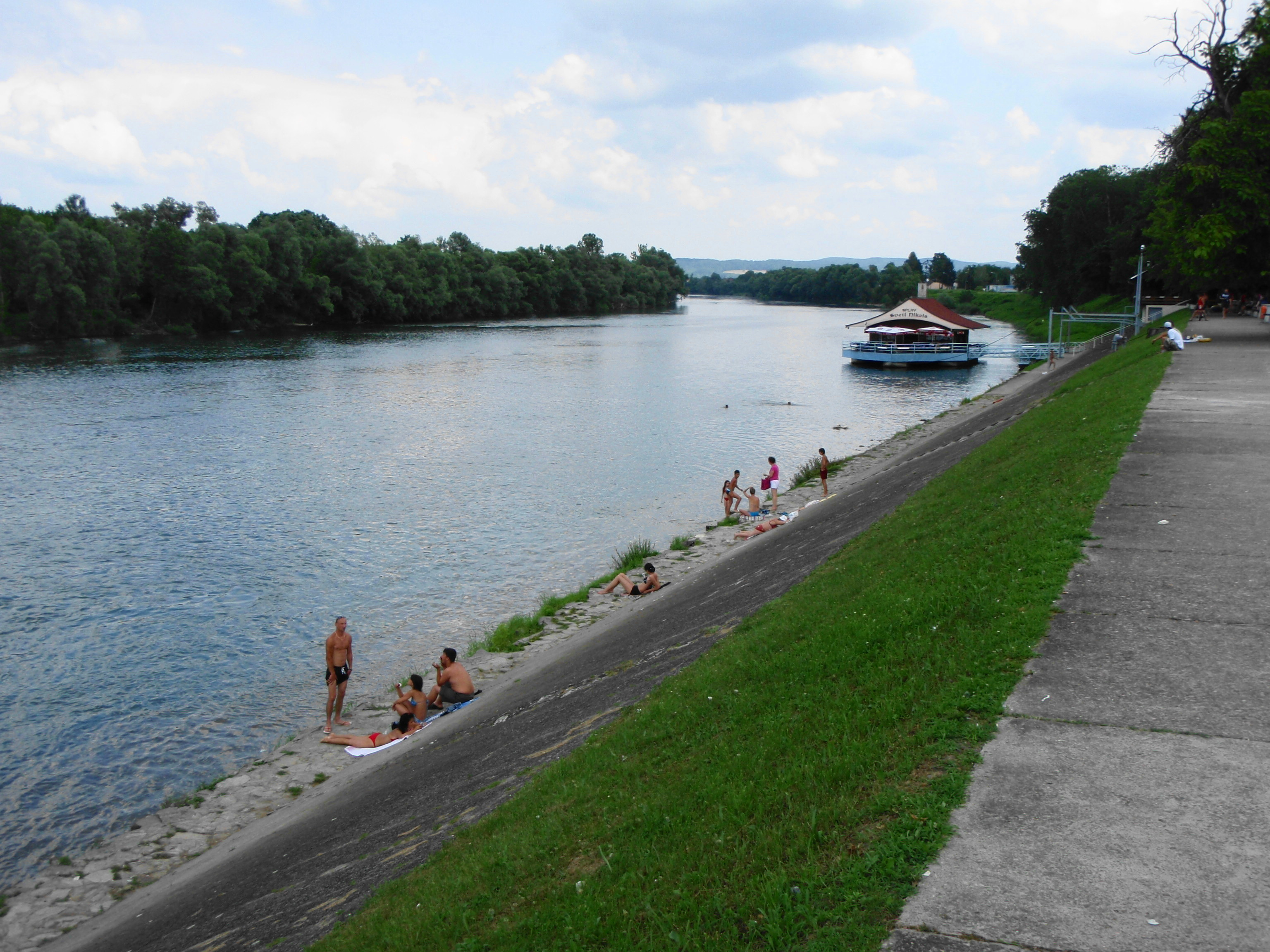
Die Una bei Kozarska Dubica